# Nagroda Teddy
Nagroda Teddy (oryg. Teddy Award) – nagroda przyznawana corocznie od 1987 roku na Międzynarodowym Festiwalu Filmowym w Berlinie filmom o tematyce LGBT. Nagroda przyznawana jest w przeddzień ceremonii wręczenia nagród Złotego i Srebrnych Niedźwiedzi spośród filmów prezentowanych w różnych sekcjach imprezy. Przyznaje ją specjalnie powołane jury złożone z twórców filmowych i organizatorów innych festiwali filmowych o tematyce LGBT.

## Historia
W 1987 roku niemieccy filmowcy Wieland Speck i Manfred Salzgeber założyli stowarzyszenie o nazwie International Gay & Lesbian Film Festival Association (IGLFFA) w celu utworzenia nagrody dla filmów o tematyce LGBT. Początkowo wręczano ją w gejowskiej księgarni w Berlinie Zachodnim, a forma nagrody jako misia-zabawki stanowiła celową parodię głównego festiwalowego trofeum, czyli Złotego Niedźwiedzia. Pierwszym laureatem został hiszpański reżyser Pedro Almodóvar za film Prawo pożądania.
W 1992 roku nagroda oficjalnie stała się corocznie wręczanym wyróżnieniem w ramach Międzynarodowego Festiwalu Filmowego w Berlinie. Z czasem stała się również inspiracją do powołania analogicznych nagród na innych festiwalach, np. Queerowej Palmy na MFF w Cannes czy Queerowego Lwa na MFF w Wenecji.

## Nagroda
Statuetka Nagrody Teddy jest wykonana z metalu. Postać Teddy’ego jest oparta na rysunku artysty komiksowego Ralfa Königa, zaś statuetka została zaprojektowana przez Astrid Stenzel.
Obecnie nagroda Teddy jest przyznawana w czterech kategoriach:
- film fabularny
- film dokumentalny
- film krótkometrażowy
- nagroda specjalna

## Laureaci nagrody

### 1987-1989
1987
- Najlepszy film fabularny:  Prawo pożądania, reż. Pedro Almodóvar
- Najlepszy film krótkometrażowy:  Five Ways to Kill Yourself i My New Friend, reż. Gus Van Sant

1988
- Najlepszy film fabularny:  Ostatni Anglicy, reż. Derek Jarman
- Najlepszy film dokumentalny:  Rights and Reactions, reż. Phil Zwickler
- Najlepszy film eseistyczny:  Die Wiese der Sachen, reż. Heinz Emigholz
- Najlepszy film krótkometrażowy:  Alfalfa, reż. Richard Kwietniowski
- Nagroda Jury:  Tilda Swinton
- Nagroda czytelników „Siegessäule”:  Ostatni Anglicy, reż. Derek Jarman

1989
- Najlepszy film fabularny:  Fun Down There, reż. Roger Stigliano
- Najlepszy film dokumentalny:  Tiny and Ruby: Hell Divin’ Women, reż. Greta Schiller i Andrea Weiss
- Najlepszy film eseistyczny:  Urinal, reż. John Greyson
- Najlepszy film krótkometrażowy:  Looking for Langston, reż. Isaac Julien

### 1990-1999
1990
- Najlepszy film fabularny:  Coming Out, reż. Heiner Carow
- Najlepszy film dokumentalny:  Rozplątane języki, reż. Marlon Riggs
- Najlepszy film krótkometrażowy:  Trojans, reż. Konstandinos Janaris
- Nagroda Jury:  Die Aids-Trilogie: Schweigen = Tod – Künstler in New York kämpfen gegen AIDS, reż. Rosa von Praunheim

1991
- Najlepszy film fabularny:  Poison, reż. Todd Haynes
- Najlepszy film dokumentalny:  Paris Is Burning, reż. Jennie Livingston
- Najlepszy film krótkometrażowy:  Relax, reż. Chris Newby
- Nagroda Jury:  The Making of Monsters, reż. John Greyson
- Nagroda specjalna:  Zapovezená láska, reż. Vladislav Kvasnička

1992
- Najlepszy film fabularny:  Together Alone, reż. P.J. Castellaneta
- Najlepszy film dokumentalny:  Voices from the Front, reż. David Meieran, Robyn Hut i Sandra Elgear
- Najlepszy film krótkometrażowy:  Caught Looking, reż. Konstandinos Janaris
- Nagroda Jury:  Edward II, reż. Derek Jarman
- Nagroda publiczności:  Swoon, reż. Tom Kalin

1993
- Najlepszy film fabularny:  Wittgenstein, reż. Derek Jarman
- Najlepszy film dokumentalny:  Silverlake Life, reż. Tom Joslin i Peter Friedman
- Najlepszy film krótkometrażowy:  P(l)ain Truth, reż. Ilppo Pohjola
- Nagroda publiczności:  Sex Is..., reż. Marc Huestis

1994
- Najlepszy film fabularny:  Go Fish, reż. Rose Troche
- Najlepszy film dokumentalny:  Coming Out Under Fire, reż. Arthur Dong
- Najlepszy film krótkometrażowy:  Carmelita Tropicana, reż. Ela Troyano
- Nagroda Jury:  Remembrance of Things Fast, reż. John Maybury
- Nagroda czytelników „Siegessäule”:  Heavy Blow, reż. Hoang A. Duong
- Nagroda publiczności:  Truskawki i czekolada, reż. Tomás Gutiérrez Alea i Juan Carlos Tabío

1995
- Najlepszy film fabularny:  The Last Supper, reż. Cynthia Roberts
- Najlepszy film dokumentalny:  Complaints of a Dutiful Daughter, reż. Deborah Hoffmann
- Najlepszy film krótkometrażowy:  Trevor, reż. Peggy Rajski
- Nagroda Jury:  Dupa z marmuru, reż. Želimir Žilnik
- Nagroda czytelników „Siegessäule”:  Ballot Measure 9, reż. Heather MacDonald
- Nagroda publiczności:  Ksiądz, reż. Antonia Bird

1996
- Najlepszy film fabularny:  Arbuziarka, reż. Cheryl Dunye
- Najlepszy film dokumentalny:  W filmowej szafie, reż. Rob Epstein i Jeffrey Friedman
- Najlepszy film eseistyczny:  I’ll Be Your Mirror, reż. Nan Goldin i Edmund Coulthard
- Najlepszy film krótkometrażowy:  Unbound, reż. Claudia Morgado Escanilla /  Alkali, Iowa, reż. Mark Christopher
- Nagroda Jury:  Jerry Tartaglia i Plaster Foundation
- Nagroda czytelników „Siegessäule”:  Paryż był kobietą, reż. Greta Schiller

1997
- Najlepszy film fabularny:  All Over Me, reż. Alex Sichel
- Najlepszy film dokumentalny:  Murder and Murder, reż. Yvonne Rainer
- Najlepszy film krótkometrażowy:  Heldinnen der Liebe, reż. Nathalie Percillier i Lily Besilly
- Nagroda specjalna:  Romy Haag
- Nagroda czytelników „Siegessäule”:  All Over Me, reż. Alex Sichel

1998
- Najlepszy film fabularny:  Przytul mnie mocno, reż. Stanley Kwan
- Najlepszy film dokumentalny:  The Brandon Teena Story, reż. Susan Muska i Gréta Olafsdóttir
- Najlepszy film krótkometrażowy:  Peppermills, reż. Isabel Hegner
- Nagroda Jury:  Ang lalaki sa buhay ni Selya, reż. Carlos Siguion-Reyna
- Nagroda specjalna:  Richard O’Brien
- Wyróżnienie specjalne:  Uncut, reż. John Greyson
- Nagroda czytelników „Siegessäule”:  The Brandon Teena Story, reż. Susan Muska i Gréta Olafsdóttir

1999
- Najlepszy film fabularny:  Fucking Åmål, reż. Lukas Moodysson
- Najlepszy film dokumentalny:  The Man Who Drove With Mandela, reż. Greta Schiller
- Najlepszy film krótkometrażowy:  Liu Awaiting Spring, reż. Andrew Soo
- Nagroda Jury:  wszystkie niemieckie filmy LGBT zaprezentowane podczas festiwalu
- Nagroda czytelników „Siegessäule”:  Trik, reż. Jim Fall

### 2000-2009
2000
- Najlepszy film fabularny:  Krople wody na rozpalonych kamieniach, reż. François Ozon
- Najlepszy film dokumentalny:  Paragraf 175, reż. Rob Epstein i Jeffrey Friedman
- Najlepszy film krótkometrażowy:  Hartes Brot, reż. Nathalie Percillier
- Nagroda Jury:  Podróż Felixa, reż. Olivier Ducastel i Jacques Martineau /  Chrissy, reż. Jacqui North
- Nagroda czytelników „Siegessäule”:  Podróż Felixa, reż. Olivier Ducastel i Jacques Martineau

2001
- Najlepszy film fabularny:  Cal do szczęścia, reż. John Cameron Mitchell
- Najlepszy film dokumentalny:  Drżąc przed Bogiem, reż. Sandi Simcha DuBowski
- Najlepszy film krótkometrażowy:  Erè mèla mèla, reż. Daniel Wiroth
- Nagroda Jury:  Forbidden Fruit, reż. Sue Maluwa-Bruce
- Nagroda specjalna:  Moritz de Hadeln
- Nagroda czytelników „Siegessäule”:  Żelazne damy, reż. Yongjoot Thongkontoon

2002
- Najlepszy film fabularny:  Chodząc po wodzie, reż. Tony Ayres
- Najlepszy film dokumentalny:  Wszystko o moim ojcu, reż. Even Benestad
- Najlepszy film krótkometrażowy:  Celebration, reż. Daniel Stedman
- Nagroda Jury:  Juste une femme, reż. Mitra Farahani
- Nagroda czytelników „Siegessäule”:  Chodząc po wodzie, reż. Tony Ayres

2003
- Najlepszy film fabularny:  Tysiąc spokojnych chmur, reż. Julián Hernández
- Najlepszy film dokumentalny:  Ich kenn keinen – Allein unter Heteros, reż. Jochen Hick
- Najlepszy film krótkometrażowy:  Fremragende timer, reż. Lars Krutzkoff i Jan Dalchow
- Nagroda specjalna:  Friedrich Wilhelm Murnau
- Nagroda czytelników „Siegessäule”:  The Event, reż. Thom Fitzgerald

2004
- Najlepszy film fabularny:  Wild Side, reż. Sébastien Lifshitz
- Najlepszy film dokumentalny:  Śpiewa Klaus Nomi, reż. Andrew Horn
- Najlepszy film krótkometrażowy:  ¿Con qué la lavaré?, reż. María Trénor
- Nagroda specjalna:  Edition Salzgeber
- Nagroda czytelników „Siegessäule”:  D.E.B.S., reż. Angela Robinson

2005
- Najlepszy film fabularny:  Rok bez miłości, reż. Anahí Berneri
- Najlepszy film dokumentalny:  Katzenball, reż. Veronika Minder
- Najlepszy film krótkometrażowy:  The Intervention, reż. Jay Duplass
- Nagroda czytelników „Siegessäule”:  Transamerica, reż. Duncan Tucker

2006
- Najlepszy film fabularny:  Maximo Oliveros rozkwita, reż. Auraeus Solito
- Najlepszy film dokumentalny:  Poza nienawiścią, reż. Olivier Meyrou
- Najlepszy film krótkometrażowy:  El día que morí, reż. Maryam Keshavarz
- Nagroda Jury:  Combat, reż. Patrick Carpentier
- Nagroda czytelników „Siegessäule”:  Papierowe laleczki, reż. Tomer Heymann

2007
- Najlepszy film fabularny:  Pajęcze lilie, reż. Zero Chou
- Najlepszy film dokumentalny:  A Walk Into the Sea: Danny Williams and the Warhol Factory, reż. Esther Robinson
- Nagroda specjalna:  Helmut Berger
- Nagroda czytelników „Siegessäule”:  Bańka mydlana, reż. Etan Fox
- Nagroda publiczności:  Notatki o skandalu, reż. Richard Eyre
- Wyróżnienie specjalne:  Przewoźnik, reż. Santiago Otheguy

2008
- Najlepszy film fabularny:  Niezwykła historia o królowej Raqueli, reż. Olaf de Fleur
- Najlepszy film dokumentalny:  Futbol ściśle tajny, reż. David Assman i Ayat Najafi
- Najlepszy film krótkometrażowy:  Ok, reż. Felipe Sholl
- Nagroda Jury:  Być jak inni, reż. Tanaz Eshaghian
- Nagroda czytelników „Siegessäule”:  Być jak inni, reż. Tanaz Eshaghian
- Nagroda specjalna:  Keith Collins,  Simon Fisher Turner,  Isaac Julien,  James Mackay i  Tilda Swinton /  Hans Stempel i  Martin Ripkens

2009
- Najlepszy film fabularny:  Rabioso sol, rabioso cielo, reż. Julián Hernández
- Najlepszy film dokumentalny:  Drzewa figowe, reż. John Greyson
- Najlepszy film krótkometrażowy:  A Horse Is Not A Metaphor, reż. Barbara Hammer
- Nagroda czytelników „Siegessäule”:  Miasto granic, reż. Yun Suh
- Nagroda specjalna:  Joe Dallesandro /  John Hurt

### 2010-2019
2010
- Najlepszy film fabularny:  Wszystko w porządku, reż. Lisa Cholodenko
- Najlepszy film dokumentalny:  Paszcza wilka, reż. Pietro Marcello
- Najlepszy film krótkometrażowy:  The Feast Of Stephen, reż. James Franco
- Nagroda czytelników „Siegessäule”:  Postcard to Daddy, reż. Michael Stock
- Nagroda Jury:  Open, reż. Jake Yuzna
- Nagroda specjalna:  Werner Schroeter

2011
- Najlepszy film fabularny:  Nieobecny, reż. Marco Berger
- Najlepszy film dokumentalny:  Genesis i Lady Jay, reż. Marie Losier
- Najlepszy film krótkometrażowy:  Generations, reż. Barbara Hammer i Gina Carducci / Maya Deren’s Sink, reż. Barbara Hammer
- Nagroda Jury:  Chłopczyca, reż. Céline Sciamma
- Nagroda specjalna:  Pieter-Dirk Uys
- Nagroda czytelników „Siegessäule”:  Żniwa, reż. Benjamin Cantu

2012
- Najlepszy film fabularny:  Zostań ze mną, reż. Ira Sachs
- Najlepszy film dokumentalny:  Nazywaj mnie Kuchu, reż. Malika Zouhali-Worrall i Katherine Fairfax Wright
- Najlepszy film krótkometrażowy:  Loxoro, reż. Claudia Llosa
- Nagroda Jury:  Stacja Jaurès, reż. Vincent Dieutre
- Nagroda czytelników „Siegessäule”:  Parada, reż. Srđan Dragojević
- Nagroda specjalna:  Ulrike Ottinger /  Mario Montez

2013
- Najlepszy film fabularny:  W imię..., reż. Małgorzata Szumowska
- Najlepszy film dokumentalny:  Bambi. Życie jak kabaret, reż. Sébastien Lifshitz
- Najlepszy film krótkometrażowy:  Rozbierz mnie, reż. Victor Lindgren
- Nagroda Jury:  Wstrząs, reż. Stacie Passon
- Nagroda czytelników „Siegessäule”:  W imię..., reż. Małgorzata Szumowska
- Nagroda specjalna:  STEPS for the Future

2014
- Najlepszy film fabularny:  W jego oczach, reż. Daniel Ribeiro
- Najlepszy film dokumentalny:  W kręgu, reż. Stefan Haupt
- Najlepszy film krótkometrażowy:  Mondial 2010, reż. Roy Dib
- Nagroda Jury:  Pierrot Lunaire, reż. Bruce LaBruce
- Nagroda specjalna:  Rosa von Praunheim /  Elfi Mikesch
- Nagroda czytelników „Siegessäule”:  52 wtorki, reż. Sophie Hyde

2015
- Najlepszy film fabularny:  Bachor, reż. Sebastián Silva
- Najlepszy film dokumentalny:  El hombre nuevo, reż. Aldo Garay
- Najlepszy film krótkometrażowy:  San Cristóbal, reż. Omar Zúñiga Hidalgo
- Nagroda Jury:  Historie naszego życia, reż. Jim Chuchu
- Nagroda specjalna:  Udo Kier
- Nagroda czytelników „Siegessäule”:  Tanatos pijany, reż. Chang Tso-chi

2016
- Najlepszy film fabularny:  Kocur, reż. Klaus Händl
- Najlepszy film dokumentalny:  Kiki, reż. Sara Jordenö
- Najlepszy film krótkometrażowy:  Moms on Fire, reż. Joanna Rytel
- Nagroda Jury:  Kwiaty nienawiści, reż. Álex Anwandter
- Nagroda specjalna:  Christine Vachon
- Nagroda czytelników:  Nie nazywaj mnie synem, reż. Anna Muylaert
- Nagroda publiczności:  Paryż 05:59, reż. Olivier Ducastel i Jacques Martineau

2017
- Najlepszy film fabularny:  Fantastyczna kobieta, reż. Sebastián Lelio
- Najlepszy film dokumentalny:  Small Talk, reż. Huang Hui-chen
- Najlepszy film krótkometrażowy:  Moja siostra, reż. Lia Hietala
- Nagroda specjalna Jury:  Po nitce do kłębka, reż. Naoko Ogigami
- Nagroda specjalna:  Monika Treut
- Nagroda czytelników „Männer”:  Piękny kraj, reż. Francis Lee

2018
- Najlepszy film fabularny:  Hard Paint, reż. Marcio Reolon i Filipe Matzembacher
- Najlepszy film dokumentalny:  Bixa Travesty, reż. Claudia Priscilla i Kiko Goifman
- Najlepszy film krótkometrażowy:  Trzy centymetry, reż. Lara Zeidan
- Nagroda specjalna Jury:  Obscuro Barroco, reż. Evangelia Kranioti
- Najlepszy debiut reżyserski:  Mój ojciec, reż. Alvaro Delgado Aparicio
- Nagroda czytelników „Mannschaft”:  Dziedziczki, reż. Marcelo Martinessi

2019
- Najlepszy film fabularny:  Krótka historia zielonej planety, reż. Santiago Loza
- Najlepszy film dokumentalny:  Lemebel, reż. Joanna Reposi Garibaldi
- Najlepszy film krótkometrażowy:  Entropia, reż. Flóra Anna Buda
- Nagroda specjalna Jury:  Pies szczekający na księżyc, reż. Lisa Zi Xiang
- Nagroda specjalna:  Falk Richter
- Nagroda czytelników „Queer.de”:  Krótka historia zielonej planety, reż. Santiago Loza

### 2020-2029
2020
- Najlepszy film fabularny:  Przyszłość należy do nas, reż. Faraz Shariat
- Najlepszy film dokumentalny:  A gdyby to była miłość, reż. Patric Chiha
- Najlepszy film krótkometrażowy:  Playback, reż. Agustina Comedi
- Nagroda specjalna Jury:  Dni, reż. Tsai Ming-liang
- Nagroda dla aktywistów:  Olga Baranowa, Maksim Łapunow i Dawid Istiejew
- Nagroda czytelników „Queer.de”:  Przyszłość należy do nas, reż. Faraz Shariat

2021
- Najlepszy film fabularny:  Wojna Miguela, reż. Eliane Raheb
- Najlepszy film krótkometrażowy:  International Dawn Chorus Day, reż. John Greyson
- Nagroda Jury:  Instrukcja przetrwania, reż. Yana Ugrekhelidze
- Nagroda specjalna:  Jenni Olson

2022
- Najlepszy film fabularny:  Trzy smutne tygrysy, reż. Gustavo Vinagre
- Najlepszy film dokumentalny:  Alis, reż. Clare Weiskopf i Nicolás van Hemelryck
- Najlepszy film krótkometrażowy:  Mars exalté, reż. Jean-Sébastien Chauvin
- Nagroda Jury:  Nelly i Nadine, reż. Magnus Gertten

2023
- Najlepszy film fabularny:  Wszystkie kolory świata pomiędzy czernią a bielą, reż. Babatunde Apalowo
- Najlepszy film dokumentalny:  Orlando - moja polityczna biografia, reż. Paul B. Preciado
- Najlepszy film krótkometrażowy:  Zanurzony w czerni, reż. Matthew Thorne i Derik Lynch
- Nagroda Jury:  Vicky Knight za rolę w filmie Silver Haze, reż. Sacha Polak
- Nagroda specjalna:  Andrij Chalpachczij i Bohdan Żuk

2024
- Najlepszy film fabularny:  Wszystko będzie dobrze, reż. Ray Yeung
- Najlepszy film dokumentalny:  Tako rzecze Peaches, reż. Philipp Fussenegger i Judy Landkammer
- Najlepszy film krótkometrażowy:  Grandmamauntsistercat, reż. Zuzanna Banasińska
- Nagroda Jury:  Crossing, reż. Levan Akin
- Nagroda specjalna:  Lothar Lambert

2025
- Najlepszy film fabularny:  Lesbijska księżniczka kosmosu, reż. Emma Hough Hobbs i Leela Varghese
- Najlepszy film dokumentalny:  Szatańska świnia, reż. Rosa von Praunheim
- Najlepszy film krótkometrażowy:  Lloyd Wong, Unfinished, reż. Lesley Loksi Chan
- Nagroda Jury:  Gdy się boisz, bierzesz serce do ust i się uśmiechasz, reż. Marie Luise Lehner
- Nagroda Specjalna:  Todd Haynes[3][4]